# Неполоківці
Неполо́ківці — селище в Україні, адміністративний центр Неполоковецької селищної громади Чернівецького району Чернівецької області.

## Географія
Селище розташоване за 27 км від обласного та районного центру, на березі річки Прут.

## Історія
Селище засноване у 1425 році. Статус селища міського типу набуло у 1968 році.
З 2018 року селище є адміністративним центром Неполоковецької селищної громади, яка утворена шляхом об'єднання Неполоковецької селищної та Берегометської та Орішвецької сільських рад Кіцманського району.
17 липня 2020 року, в результаті адміністративно-територіальної реформи та ліквідації Кіцманського району, селище увійшло до складу Чернівецького району.

## Населення

### Перепис населення Румунії (1930)
Національний склад населення за даними перепису 1930 року у Румунії:
| Національність | Кількість осіб | Відсоток |
| -------------- | -------------- | -------- |
| українці       | 924            | 49,02 %  |
| румуни         | 360            | 19,1 %   |
| євреї          | 315            | 16,71 %  |
| росіяни        | 114            | 6,05 %   |
| поляки         | 93             | 4,93 %   |
| німці          | 68             | 3,61 %   |
| вірмени        | 1              | 0,05 %   |
| інші           | 1              | 0,48 %   |
| не вказали     | 9              | 0,48 %   |

Мовний склад населення за даними перепису 1930 року:
| Мова       | Кількість осіб | Відсоток |
| ---------- | -------------- | -------- |
| українська | 1139           | 60,42 %  |
| їдиш       | 282            | 14,96 %  |
| румунська  | 218            | 11,56 %  |
| німецька   | 98             | 5,20 %   |
| польська   | 73             | 3,87 %   |
| російська  | 65             | 3,45 %   |
| інші       | 1              | 0,48 %   |
| не вказали | 9              | 0,48 %   |

Чисельність населення
| 1979 | 1989 | 2001 | 2016 | 2022 |
| ---- | ---- | ---- | ---- | ---- |
| 2446 | 2764 | 2444 | 2486 | 2427 |

### Перепис населення України, 2001 рік

#### Мова
Розподіл населення за рідною мовою за даними перепису 2001 року:
| Мова            | Кількість | Відсоток |
| --------------- | --------- | -------- |
| українська      | 2413      | 98.53%   |
| російська       | 30        | 1.23%    |
| білоруська      | 2         | 0.08%    |
| польська        | 1         | 0.04%    |
| румунська       | 1         | 0.04%    |
| інші/не вказали | 2         | 0.08%    |
| Усього          | 2449      | 100%     |

## Особистості
- Корінець Леонід Васильович (нар. 01.01.1959, селище Неполоківці — пом. 08.10.2015) — естрадний співак, соліст Чернівецької обласної філармонії. Заслужений артист України (2002). Виступав у творчому звіті мистецтв і творчих колективів Чернівецької області на сцені Національного палацу «Україна» (2001), гастролював у Польщі (1992), Румунії (1993), Чехії (1999), номінант енциклопедичного видання «Видатні діячі культури і мистецтв Буковини» — Чернівці: Книги — ХХІ, 2010. — Вип. 1-й. — С. 81–82. — ISBN 978-966-2147-82-7.
- Тарновецький Ігор Іванович (1985—2018) — старший лейтенант Збройних сил України, учасник російсько-української війни.
- Василь Федоряк (18.10.1964-08.12.2022) — військовий 128-ої гірсько-штурмової Закарпатської бригади, відзначений в обороні Бахмута[5].